# ガブリエル・デ・ボルボーン
ガブリエル・デ・ボルボン・イ・サホニア（スペイン語: Gabriel de Borbón y Sajonia, 1752年5月12日 - 1788年11月23日）は、スペインの王族。スペイン王カルロス3世の四男。全名はガブリエル・アントニオ・フランシスコ・ハビエル・フアン・ネポムセーノ・ホセ・セラフィン・パスクアル・サルバドール（Gabriel Antonio Francisco Javier Juan Nepomuceno José Serafin Pascual Salvador）。

## 生涯
当時はナポリ王およびシチリア王であったカルロス3世と、その妃でポーランド選挙王および世襲のザクセン選帝侯アウグスト3世の娘であるマリア・アマリアの間の四男として、ナポリ郊外のポルティチ宮殿で生まれた。
ガブリエルは父が治めていたナポリ王国で幼少期を過ごした。7歳のとき、ガブリエルは両親、次兄カルロス（後のカルロス4世）、姉マリア・ルイサ、弟アントニオらと一緒にマドリードに移住した。伯父のスペイン王フェルナンド6世が嗣子を持たないまま亡くなり、父カルロスがスペイン王位を継いだからである。ナポリには、知的障害のため王位継承者の地位を失った長兄のカラブリア公フェリペ、そして父から8歳でナポリ・シチリア王位を継承した三兄フェルナンド（フェルディナンド）が残された。
ガブリエルはカルロス3世の息子たちの中で最も賢く働き者だった。非常に教養が深く、サッルスティウスおよびマエケナスの古典著作の素晴らしいスペイン語翻訳を残したことで有名である。またガブリエルは音楽家アントニオ・ソレールの才能ある弟子でもあり、エル・エスコリアル教会で師のソレールと一緒に2つのオルガンを使ってコンサートを催したこともある。1771年には建築家フアン・デ・ビジャヌエバに命じて、エル・エスコリアル修道院の敷地内に居館カシータ・デル・インファンテを造らせた。
1785年、ガブリエルは従姉のポルトガル女王マリア1世の娘マリア・アナ・ヴィトリアと結婚し、間に3人の子供をもうけた。ガブリエルは妻子と一緒に居館カシータ・デル・インファンテで暮らしていたが、1788年11月2日、第三子カルロス・ホセを出産したばかりの妻ヴィトリアが19歳で急死し、嬰児のカルロス・ホセも母と死別して一週間後の9日に亡くなった。ガブリエル自身も同月23日に俄かに天然痘に罹患して死んだ。親子3人の遺骸はエル・エスコリアル修道院に埋葬された。父王カルロス3世は愛息子の死に大きな衝撃を受け、ガブリエルの死の翌月に世を去った。
ガブリエルと妻ヴィトリアの子供のうち長男ペドロ・カルロスだけが生き延びたが、ペドロ・カルロスはポルトガルの母方の祖母のもとに引き取られて養育され、後にポルトガル王子の称号をも与えられた。

## 子女
- ペドロ・カルロス（1786年 - 1812年） - 従妹のポルトガル王女マリア・テレザと結婚
- マリア・カルロタ（1787年）
- カルロス・ホセ（1788年）